# Phoradendron roldanii
Phoradendron roldanii är en sandelträdsväxtart som beskrevs av J. Kuijt. Phoradendron roldanii ingår i släktet Phoradendron och familjen sandelträdsväxter. Inga underarter finns listade i Catalogue of Life.